# Glipostenoda higashinoi
Glipostenoda higashinoi là một loài bọ cánh cứng trong họ Mordellidae. Loài này được Nomura miêu tả khoa học năm 1967.